# Corona ferrea
La Corona ferrea è un'antica corona, che per secoli è stata usata nella consacrazione di numerosi sovrani, specialmente i re d'Italia. La Chiesa cattolica la ritiene una reliquia per via della tradizione che la vuole in parte realizzata con uno dei chiodi della crocifissione di Gesù. Recenti studi ne datano la fabbricazione a circa il IV-V secolo; è custodita presso il Duomo di Monza, nella Cappella di Teodolinda.

## Descrizione

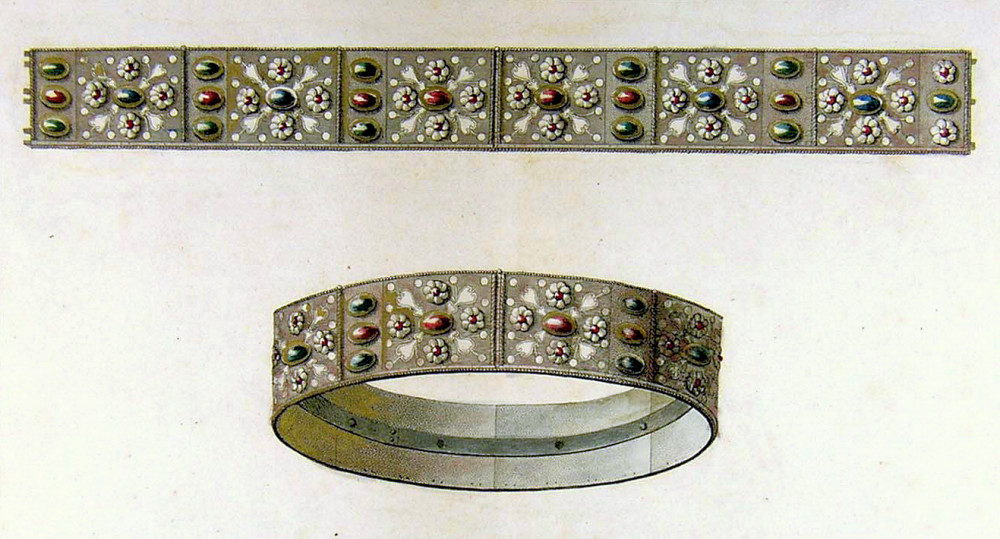
La corona in un disegno del XIX secolo

La corona ha forma circolare irregolare, con un diametro interno di circa 15 centimetri, un diametro esterno che va dai 16,5 ai 17,2 centimetri, una circonferenza di 48 centimetri e un'altezza compresa tra i 5,3 e i 5,5 centimetri. È composta da sei piastre in oro (circa 84%, il resto argento) alte 53 millimetri e incernierate tra loro; nella parte interna è fissata una lamina d'argento alta un centimetro, con spessore di circa un millimetro.
Ognuna delle sei placche presenta due sezioni. La prima sezione, più ampia, ha al centro una gemma attorniata da quattro rosette in oro a sette petali; negli angoli sono inseriti smalti colorati con decorazioni floreali. La seconda sezione è ristretta e contiene tre gemme; una delle placche in questa sezione presenta una sola gemma e due rosette in oro. In totale sono presenti 26 rosette in oro. Da un esame condotto nel 1985 da parte dell'Istituto Gemmologico Italiano, è risultato che sulla corona sono posti sette zaffiri, sette granati e quattro ametiste, mentre i restanti quattro elementi sono in semplice vetro colorato.
La corona è custodita nella cappella di Teodolinda del Duomo di Monza, in un altare realizzato nel 1895 su disegno di Luca Beltrami. L'altare è alto complessivamente sette metri; sul retro riporta l'iscrizione «Anno Domini millesimo / octingentesimo / nonagesimo quinto / regnante Umberto / primo hic corona / ferrea reposita», mentre nel basamento è scolpita la corona con il motto «est sedes italiae regni modoetia magni».

## Storia

### L'origine e le prime alterazioni

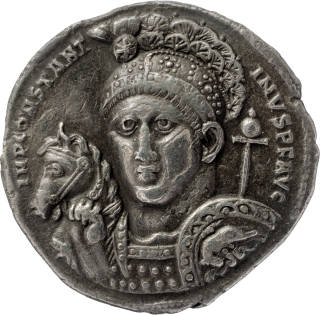
Medaglione di Costantino con elmo-diadema

In assenza di documentazione, sono state formulate diverse ipotesi sull'origine della corona e sulla motivazione delle sue dimensioni ridotte, non adatte per la testa di un uomo adulto. Le teorie più recenti tengono conto anche dei risultati ottenuti alla fine del XX secolo tramite datazione con il metodo del carbonio-14; alcuni elementi del manufatto sarebbero databili tra il 445 e il 565, mentre altri tra il 690 e il 975.
La Monetazione di Costantino e dei Costantinidi ci rivela che gli imperatori erano soliti indossare corone auree decorate con gemme e perle di vario tipo e foggia. Le corone auree imperiali rimangono in uso, con aggiunte e modifiche,  in epoca bizantina, come dimostrano i mosaici di Ravenna, che raffigurano Giustiniano e la moglie Teodora. A volte si aggiunge una calotta, come si vede nella corona di Santo Stefano. La decorazione della corona ferrea è stata collegata all'elmo-diadema con cui è raffigurato l'imperatore Costantino I in un medaglione del 315; le attuali piastre avrebbero potuto essere parte di un elmo-diadema similare ed essere state riutilizzate in seguito come corona a sé stante. Non è da escludere che la corona potesse trovarsi tra gli ornamenta palatii inviati a Costantinopoli da Odoacre e successivamente resi dall'imperatore bizantino Anastasio I Dicoro a Teodorico, come riferito negli Annales Valesiani. Si è ipotizzato che il numero di piastre possa essere stato ridotto in tale occasione (da otto a sei), dato che gli imperatori bizantini erano soliti consegnare corone di dimensioni ridotte ai re barbari sottomessi.
Per gli interventi più tardi stabiliti dalla datazione al carbonio-14 si è ipotizzato un intervento in epoca carolingia, soprattutto nel caso la corona fosse ancora completa. Le piastre sarebbero state utilizzate in un casco gemmato, forma riscontrata in successive raffigurazioni degli imperatori da Ottone I a Federico Barbarossa. Altra ipotesi è che con tale intervento la corona fu ridotta alle dimensioni attuali per volere di Carlo Magno, per essere utilizzata per la coronazione del figlio Pipino.
Ulteriore ipotesi formulata è che la corona fosse in realtà considerata una reliquia e che alla fine del X secolo fosse custodita nel ciborio della basilica di Sant'Ambrogio a Milano, passando solo in seguito al Duomo di Monza, forse per volere dell'arcivescovo Ariberto da Intimiano.

### Le incoronazioni
La scarsa documentazione e le contraddittorie testimonianze rendono difficile stabilire l'effettivo numero di incoronazioni a re d'Italia con la Corona ferrea, anche perché i sovrani longobardi (come altri monarchi germanici) non erano intronizzati tramite la corona, che non usavano, ma venivano acclamati dal popolo in armi e il simbolo del potere monarchico era l'hasta regia, la lancia del sovrano. Bartolomeo Zucchi nel 1609 ne enumerò 34 (senza alcuna testimonianza attendibile), partendo da Agilulfo. Negli anni 1930 si ritenevano certe solo cinque incoronazioni fino al XIII secolo:
- Ottone III di Sassonia incoronato a Pavia nel 996;[16]
- Corrado II il Salico nel 1026;
- Corrado di Lorena nel 1093 a Milano dall'arcivescovo Anselmo III;
- Corrado III di Svevia nel 1128 a Monza dall'arcivescovo Anselmo V;
- Federico Barbarossa nel 1155 a Pavia, nella basilica di San Michele.[16]

### Una corona sostitutiva

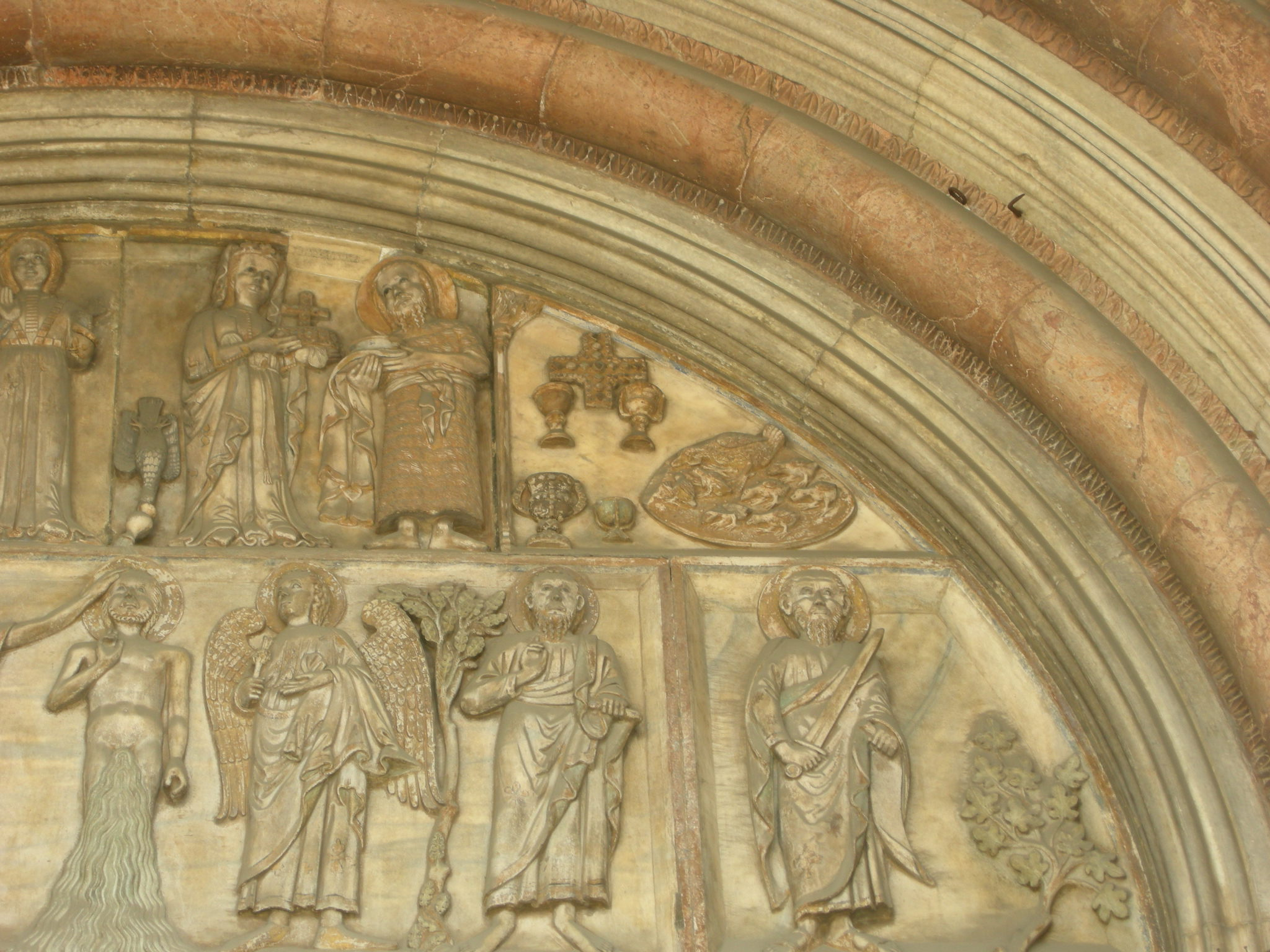
Il ritorno delle reliquie nella lunetta del Duomo di Monza

Nel XIII secolo non si ebbero incoronazioni. Nel 1273 il tesoro del Duomo di Monza fu consegnato agli Umiliati di Sant'Agata su richiesta del podestà e del comune di Milano, a garanzia di un mutuo contratto dal comune da parte dei Della Torre. Nel 1310 giunse a Milano Enrico VII; non trovandosi la Corona ferrea (ancora in mano dei Frati umiliati), per l'incoronazione fu necessario realizzare una nuova corona, che dai cronisti dell'epoca è indicata come una corona in argento elaborata dall'orafo Lando da Siena in forma di alloro. Solo nel 1319 il tesoro monzese fu riscattato da Matteo I Visconti.

### Si ricomincia l'utilizzo
Dopo il ritorno dei papi a Roma da Avignone, la corona fu utilizzata per altre incoronazioni di imperatori come re d'Italia.
Il 6 gennaio 1355 Carlo IV di Lussemburgo, ricevuto a Milano da Bernabò e Galeazzo II Visconti, fu incoronato nella basilica di Sant'Ambrogio dall'arcivescovo Roberto Visconti. In questa occasione Innocenzo VI, in un breve apostolico, spiega il motivo per cui si chiami "Corona Ferrea": ut Caesar malleo fortitudinis, quam ferri duritia denotat, conterat cornua elata rebellium. I successori di Carlo IV, Venceslao e Roberto, non si occuparono del Regno d'Italia, mentre Sigismondo giunse a Milano, dove fu incoronato il 25 novembre 1431 dall'arcivescovo Bartolomeo Capra. La corona fu poi utilizzata ancora una volta da Carlo V, quando fu incoronato nel 1530 a Bologna da papa Clemente VII.

### La corona come reliquia
Nella "Breve storia della corona ferrea" del 1602, il gesuita monzese Bartolomeo Zucchi, sulla scorta del cardinal Baronio che citava il De obitu Theodosii di Sant'Ambrogio (395), affermò che la cerchiatura interna della corona proveniva dal ferro del chiodo della passione di Cristo, e la corona ferrea, considerata una reliquia, iniziò ad essere venerata e portata in processione per le vie della città di Monza. Ciò fu tema di un acceso dibattito tra dotti e di un processo ecclesiastico che si concluse nel 1717 col decreto di Clemente IX, che permetteva il culto di una reliquia se valido e positivo per la pietà popolare anche in mancanza della certezza di un riferimento storico.

### Una possibile alterazione settecentesca

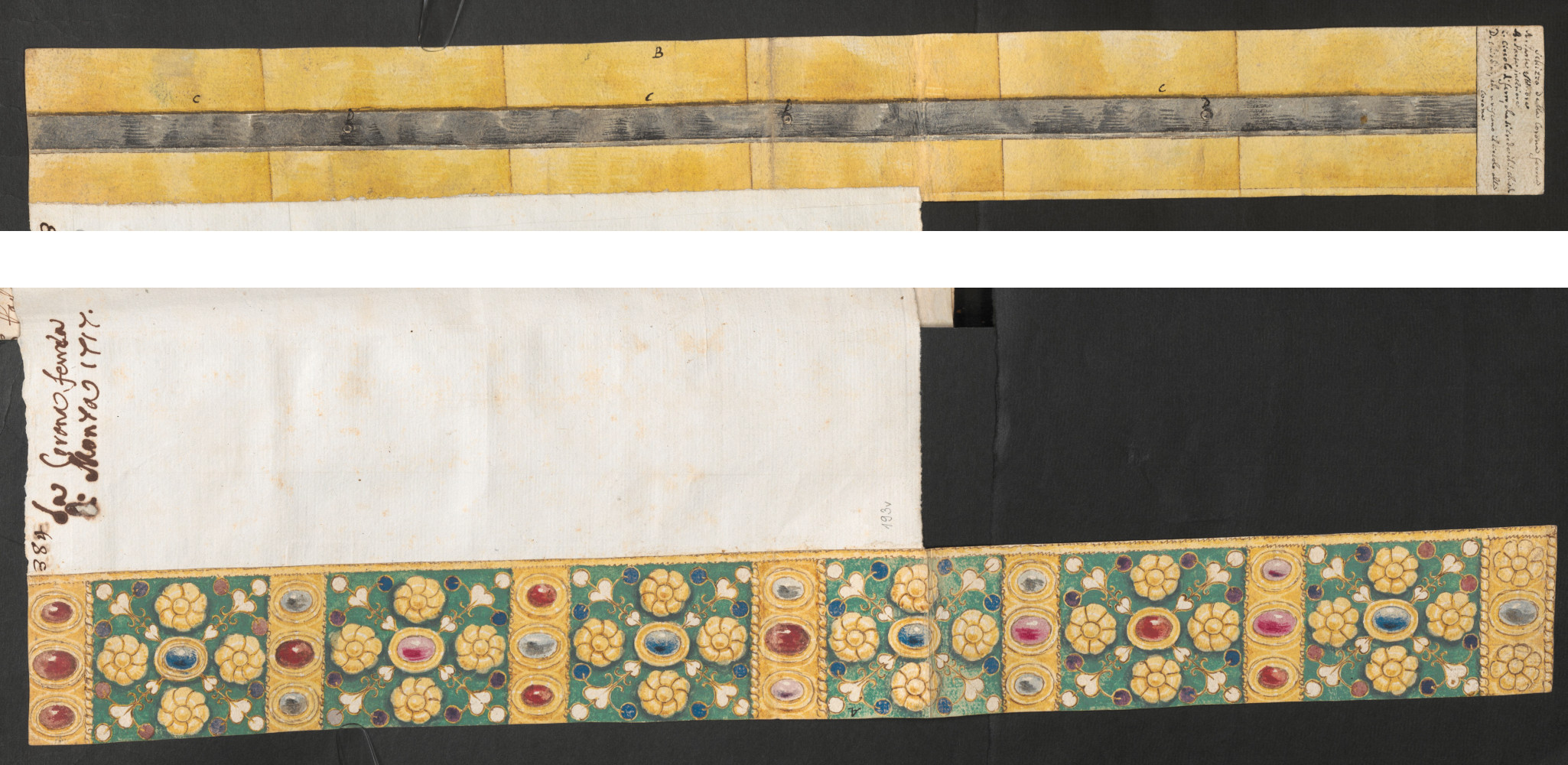
Disegno della corona ferrea nel 1717

Nel 1717 fu realizzato un disegno della corona (sia la parte esterna sia quella interna) che presenta alcune differenze rispetto all'aspetto attuale. Al centro dell'immagine è presente una striscia verticale in più con tre pietre; i colori utilizzati, inoltre, suggeriscono la presenza di pietre diverse. Nel disegno della lamina interna la posizione dei chiodi per fissare le piastre è diversa.
Ciò ha portato a sospettare una modifica della corona nel corso del Settecento, ma non è da escludere che si tratti solo di errori o di imprecisioni nella riproduzione dell'aspetto del cimelio, dato che la diversa posizione dei chiodi avrebbe comportato la sostituzione della lamina d'argento.

### Insegna del Regno d'Italia napoleonico

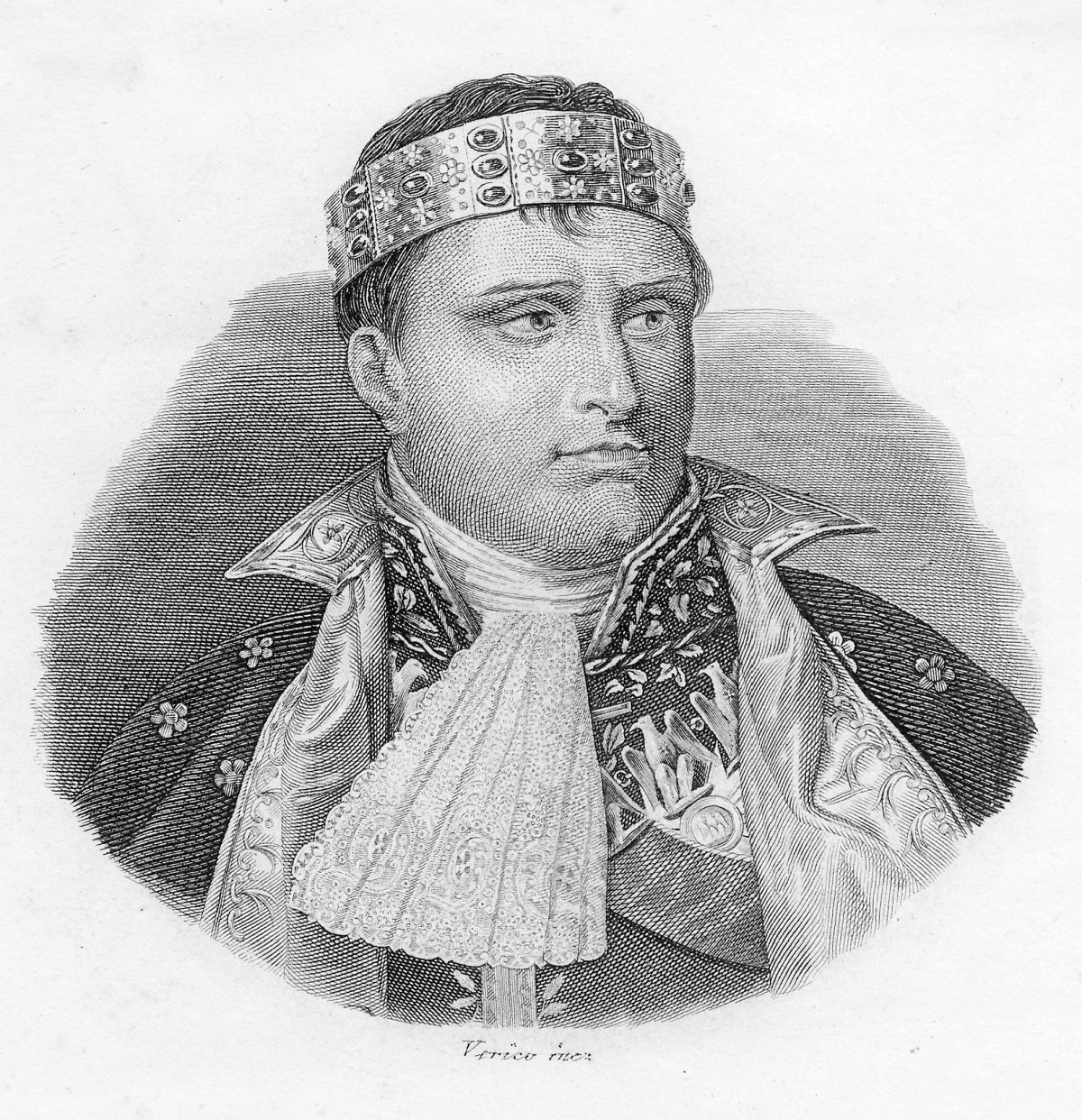
Napoleone con la corona ferrea

Nel 1804 Napoleone Bonaparte fu nominato imperatore dei francesi e incoronato a Parigi da papa Pio VII; il 17 marzo 1805, con apposito Statuto costituzionale, stabilì per sé il titolo di re d'Italia, trasformando la Repubblica Italiana in Regno d'Italia. Al centro del nuovo stemma reale venne inserito uno scudo più piccolo con corona a sei punte che doveva simboleggiare la Corona ferrea.
L'incoronazione di Napoleone Re d'Italia, inizialmente prevista per il giorno 23 maggio, si tenne il 26 maggio nel Duomo di Milano; la corona fu trasferita da Monza il giorno 22 dello stesso mese. Come preventivamente stabilito, Napoleone si pose da solo la corona sul capo, aggiungendo la celeberrima frase «Dio me l'ha data, guai a chi la tocca».
(Cerimoniale dell'incoronazione)
Apparentemente l'interesse di Napoleone per la corona non si limitò all'incoronazione, ma egli pianificò di sottrarla al Duomo di Monza.
(Napoleone a Eugenio di Beauharnais, viceré d'Italia, nel settembre 1805)

Stemma del Regno d'Italia
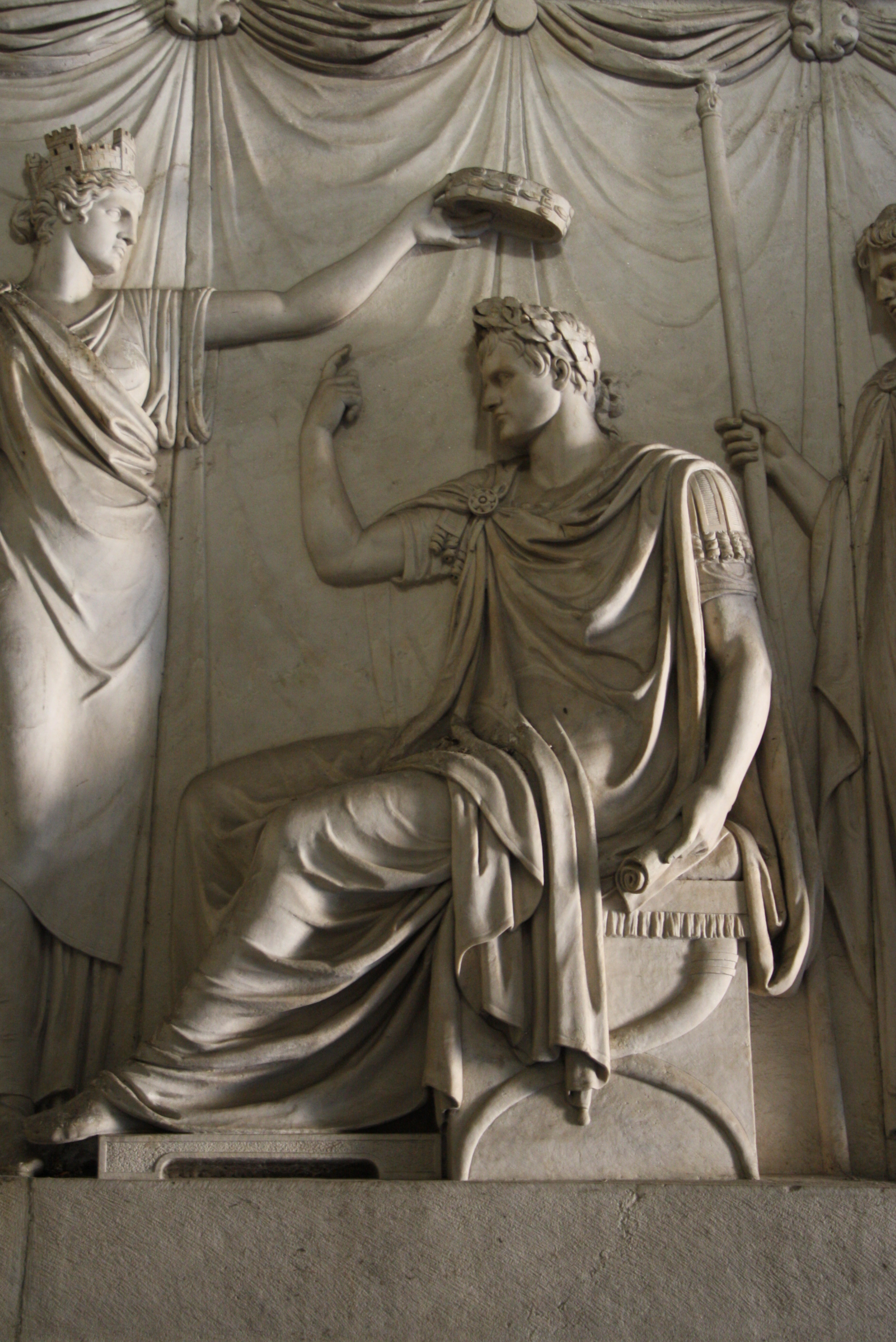
Gaetano Monti, Napoleone viene incoronato re d'Italia (1807), particolare

### Insegna del Regno Lombardo-Veneto

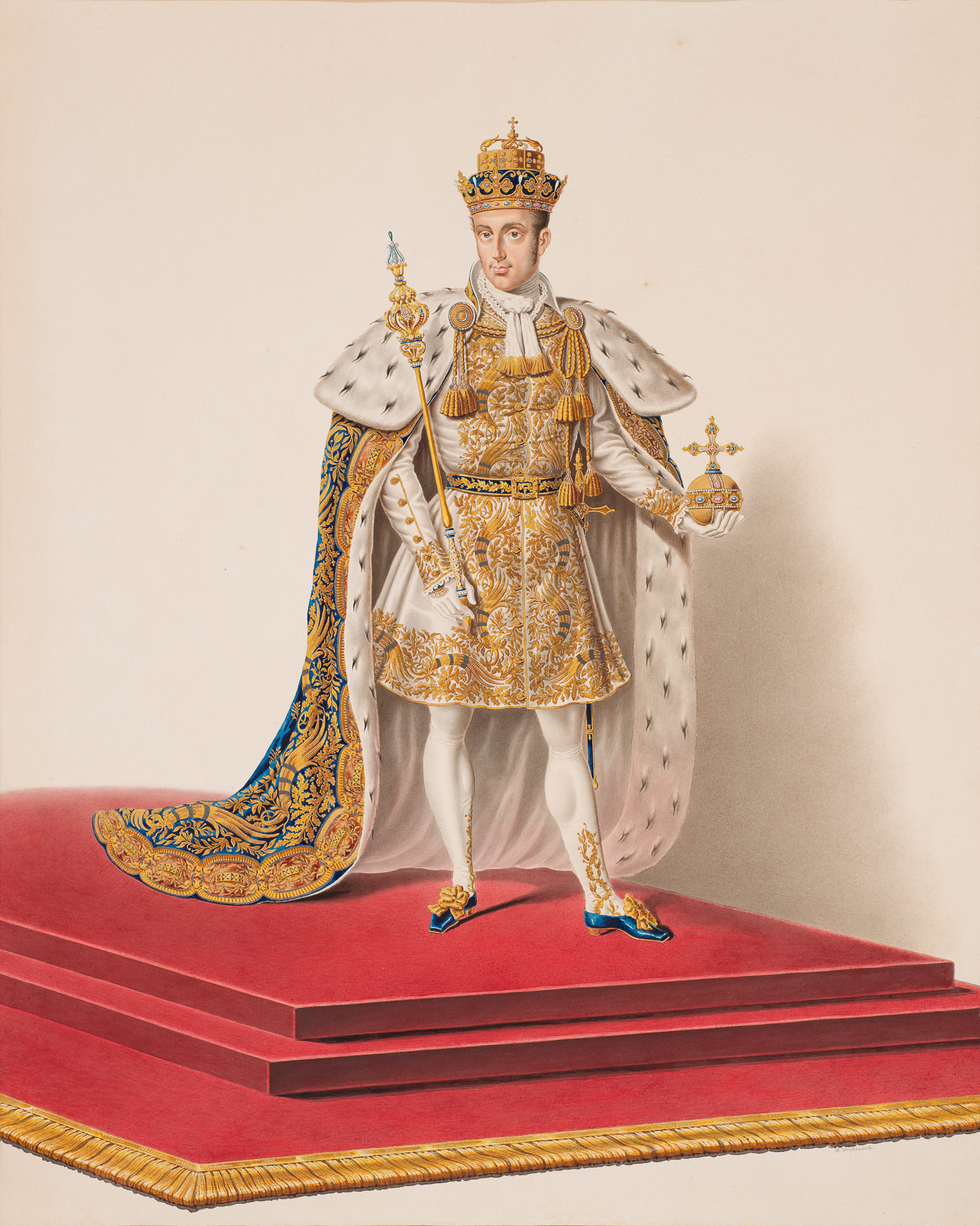
Ferdinando I incoronato Re del Lombardo-Veneto

Dopo la caduta di Napoleone e la Restaurazione, venne creato il Regno Lombardo-Veneto dipendente dall'Impero austriaco; la Corona ferrea ne divenne insegna reale. L'unica incoronazione fu quella di Ferdinando I d'Austria, che, diventato imperatore alla morte del padre nel 1835, si mise in viaggio con la consorte ad agosto del 1838 e al passo dello Stelvio fu accolto dagli arciduchi Ranieri e Giovanni, dal maresciallo Radetzky e dal governatore Hartig; giunsero a Milano il 1º settembre.
Il 4 settembre la corona fu trasferita da Monza a Milano per la cerimonia da tenersi il giorno 6.
(Dal cerimoniale ufficiale)
Nel giugno del 1848, dopo le Cinque giornate di Milano, Vincenzo Gioberti invitò papa Pio IX a raggiungere Milano per incoronare Carlo Alberto di Savoia come nuovo re d'Italia. Dopo l'Armistizio di Salasco del 9 agosto, le truppe piemontesi si ritirarono dal Lombardo-Veneto; alla fine dell'anno Ferdinando I abdicò e salì al trono Francesco Giuseppe, che non fu però incoronato con la corona ferrea. Il 15 marzo 1849, alla vigilia della ripresa delle ostilità, per decreto di Radetzky la corona e altri oggetti custoditi presso il Duomo furono requisiti per evitare che potessero cadere in mano al nemico e furono portati a Mantova; furono restituiti il 18 agosto successivo.
Il 22 aprile 1859, poco prima dell'inizio della Seconda guerra d'indipendenza, per decreto dell'arciduca Massimiliano, la corona e la tazza di Teodolinda furono trasferite a Vienna insieme al manto e alla spada usati per l'incoronazione di Ferdinando I.

### Il ritorno a Monza con i Savoia

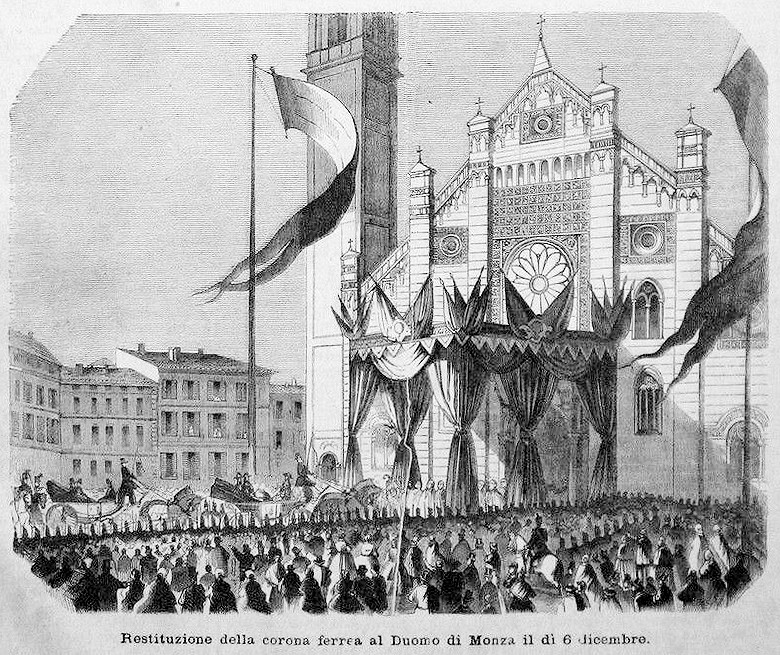
Restituzione al Duomo di Monza il 6 dicembre 1866

Dopo l'annessione del Veneto il 12 ottobre 1866, alla ratifica della pace, l'imperatore rinunciò al titolo di re del Lombardo-Veneto e cedette a Vittorio Emanuele II di Savoia le relative insegne. La corona fu consegnata dal generale Alessandro di Mensdorff al generale Luigi Federico Menabrea. La consegna al re avvenne a Torino il 4 novembre, in concomitanza alla consegna dei risultati del plebiscito delle province venete.
(Dal discorso ufficiale di Menabrea, 4 novembre 1866)
La corona fu provvisoriamente sistemata nella sala d'armi a Torino. Il 5 dicembre una delegazione guidata dal generale Solaroli trasferì la corona alla Villa Reale di Monza; il giorno successivo si svolse la consegna ufficiale al Duomo di Monza. In seguito la corona non fu utilizzata per incoronazioni, anche in considerazione dei dissidi con il Papato; fu però esposta ai funerali dei primi due re d'Italia (Vittorio Emanuele II nel 1878 e Umberto I nel 1900) e riprodotta sulle loro tombe al Pantheon.
Con regio decreto del 27 novembre 1890 la «Corona di ferro» fu inclusa nello stemma del Regno d'Italia.
Anche durante le guerre mondiali del XX secolo si preferì mettere al sicuro il cimelio: dopo la disfatta di Caporetto, nel gennaio 1918 la corona fu trasportata a Roma e restituita nel marzo 1919; durante la Seconda guerra mondiale il cardinale Schuster, arcivescovo di Milano, la fece trasportare in Vaticano, dove rimase fino al termine del conflitto.
Gli ultimi due re d'Italia, Vittorio Emanuele III e Umberto II, non vollero alcuna cerimonia di incoronazione.

## Analisi scientifica
Nel 1993, la corona è stata sottoposta a un'ampia analisi scientifica condotta dall'Università degli studi di Milano utilizzando l'analisi della fluorescenza a raggi X (XRF) e la datazione al radiocarbonio. L'analisi XRF sul metallo della corona ha rivelato che tutti i fogli, le rosette e i castoni sono stati realizzati con la stessa lega, composta dall'84-85% di oro, dal 5-7% di argento e dall'8-10% di rame, suggerendo una costruzione contemporanea per la maggior parte della corona, mentre le saldature esterne alle piastre smaltate e ai perni dei cardini erano realizzate in oro 90–91% e argento 9–10%, suggerendo una rielaborazione successiva.
Tre delle 24 placche di smalto vitreo sono visivamente diverse dalle altre, per colore e costruzione e sono state tradizionalmente considerate come restauri posteriori. L'analisi XRF ha confermato che essi sono stati realizzati utilizzando una tecnica diversa, con il loro vetro a base di sale di potassio, mentre gli altri erano stati realizzati con sale di sodio (il sodio non è direttamente rilevabile con l'analisi XRF).
La datazione al radiocarbonio di frammenti di cera d'api usata per legare le lastre smaltate alla foglia d'oro della corona, ha inoltre mostrato che la cera sotto le lastre differenti dalle altre, era databile intorno all'anno 500, mentre quelle rimaste erano databili attorno all'anno 800 circa. Ciò è coerente con la tradizione di una corona più antica, più decorata, risalente al regno di Teodorico (con l'aggiunta di smalti), e poi ampiamente restaurata durante il regno di Carlo Magno.
Il presunto "chiodo di ferro" si è rivelato essere argento al 99%, il che significa che la corona non contiene ferro. Una nota del Cerimoniale Romano del 1159 indica che la Corona Ferrea prende il nome da "quod laminam quondam habet in summitate", affermando che il ferro era in passato sopra la corona, forse come un arco, come in altre corone del tempo e non al suo interno. Si è ipotizzato che il cerchietto d'argento sia stato aggiunto dall'orafo Antellotto Bracciforte, che nel 1345 restaurò la corona per rafforzarla a causa del (presunto) furto di due piastre, il che aveva indebolito i cardini (attualmente, in una delle giunzioni della corona, due delle lastre non sono incernierate l'una all'altra, perché troppo danneggiate, ma sono trattenute solo dal cerchio d'argento.) Nel 1352, per la prima volta, un documento (l'inventario del tesoro del duomo di Monza) descrive la corona come "piccola".
Le gemme nella corona sono sette granati rossi, sette corindoni blu (zaffiri), quattro ametiste viola mentre le restanti quattro sono gemme di cristallo.

## Citazioni e riferimenti

### Letteratura
Nel Romanzo Moby Dick di Melville, al capitolo 37, il protagonista utilizza la metafora della corona di ferro, che lui chiama: "the Iron Crown of Lombardy" ("la corona ferrea di Lombardia"), per descrivere la sua ossessione: un ferro interno che gli tormenta il cranio, ma al tempo stesso uno splendore esterno che affascina gli altri.

### Film

Da La corona di ferro (1941)

- La corona di ferro (1941), film diretto da Alessandro Blasetti con Gino Cervi.[47][48]

### Ordini cavallereschi
- Ordine della Corona ferrea (1805), ordine creato da Napoleone Bonaparte. L'insegna era costituita da una corona a fioroni sormontata da sei punte insieme a un medaglione con la testa dell'imperatore; al di sopra era posta un'aquila con le ali abbassate. La corona aveva sul cerchio il motto "DIO ME LA DIEDE". L'atto costitutivo dell'ordine indicava: «La Decorazione dell'Ordine consisterà nell'emblema della Corona Lombarda, intorno alla quale saranno scritte queste parole: "Dio me l'ha data, guai a chi la toccherà"».[49]
- Ordine austriaco della Corona ferrea (1816), ordine che per volere di Francesco I sostituì il precedente dopo la sconfitta di Napoleone. L'insegna era così descritta: «La Corona di ferro, sulla quale riposa l'aquila Austriaca imperiale a due teste, coronata, che porta in petto da una parte e dall'altra uno scudo smaltato di color turchino carico, nella cui parte anteriore vedesi la semplice lettera F. in oro, e nella parte opposta il millesimo 1815».[50]
- Ordine della Corona d'Italia (1868), ordine istituito da Vittorio Emanuele II di Savoia dopo l'annessione del Veneto e la restituzione della Corona. Su un lato dell'insegna dell'ordine era presente uno smalto azzurro con la Corona ferrea in oro.[51]

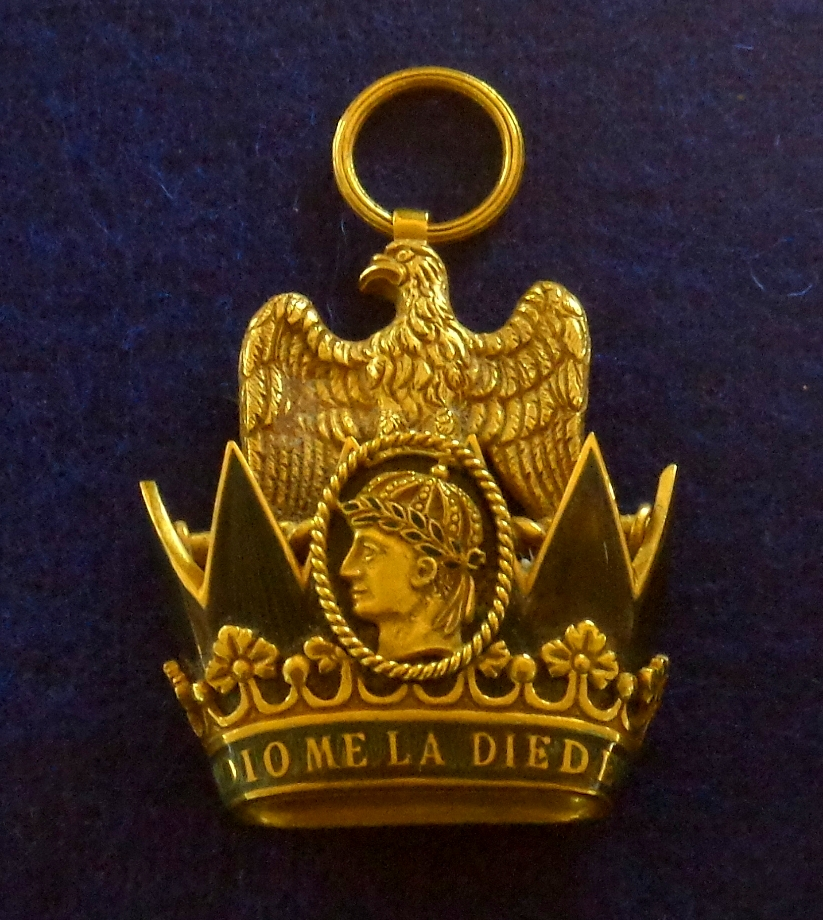
Insegna dell'Ordine napoleonico della Corona di ferro
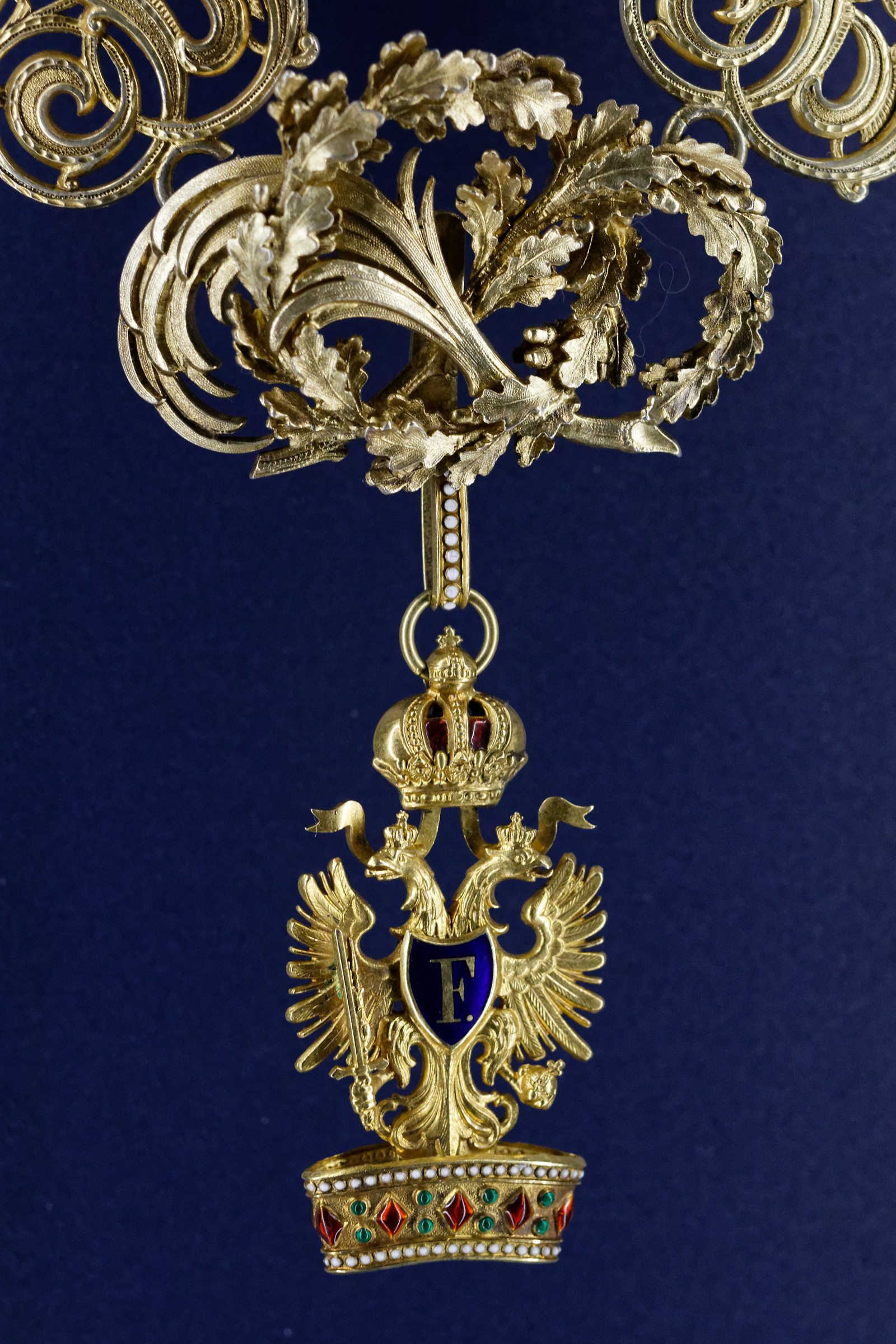
Insegna dell'Ordine austriaco della Corona di ferro
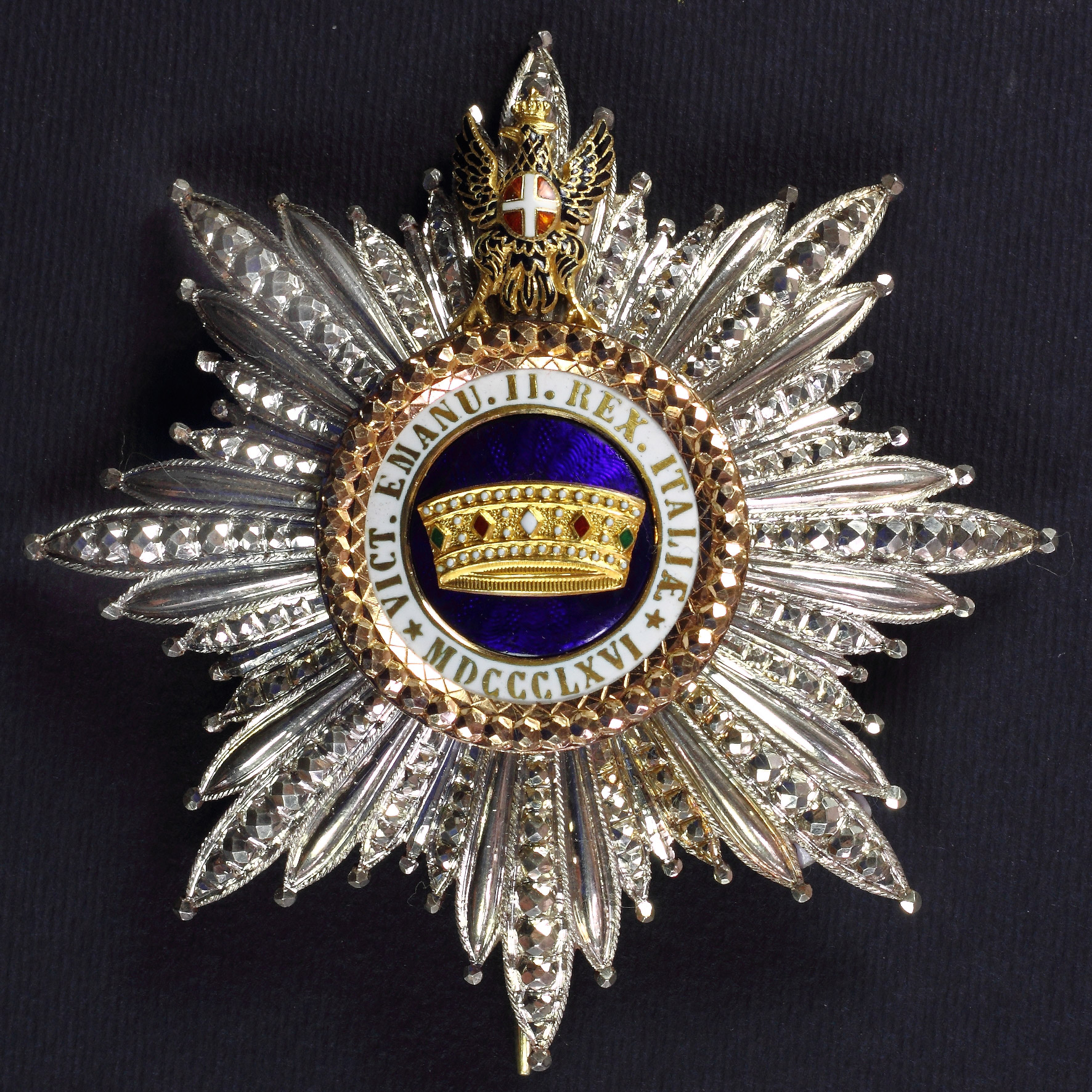
Insegna dell'Ordine della Corona d'Italia